# Barrio el Pintal el Depósito
Barrio el Pintal el Depósito är en ort i kommunen San José del Rincón i delstaten Mexiko i Mexiko. Samhället hade 1 186 invånare vid folkräkningen 2020.